# El Doncello (kommun)
El Doncello är en kommun i Colombia.   Den ligger i departementet Caquetá, i den centrala delen av landet, 300 km söder om huvudstaden Bogotá. Antalet invånare är 21 547.